# Mavis Djangmah
Mavis Djangmah (auch: Mavis Dgajmah, Mavis Dzangmah; * 21. Dezember 1973) ist eine ehemalige ghanaische Fußballspielerin.

## Karriere
Djangmah kam während ihrer Vereinskarriere für die La Ladies (1999–2003) zum Einsatz.
Die 168 cm große Angreiferin nahm mit der ghanaischen Nationalmannschaft („Black Queens“) an den Weltmeisterschaften 1999 und 2003 teil und bestritt dabei fünf Partien. Außerdem stand sie bei den Afrikameisterschaften 2000 und 2002 im Kader der Black Queens. 2004 wird Djangmah zum letzten Mal als Nationalspielerin bezeichnet.